# Dixie Union
 (avril 2025).
Dixie Union est une census-designated place située dans le comté de Ware, dans l’État de Géorgie, aux États-Unis. Lors du recensement de 2020, elle comptait 184 habitants.